# Marshall Moses
Marshall Obrian Moses (Aiken, 25 febbraio 1989) è un ex cestista statunitense naturalizzato azero.